# بيير بيزييه
بيير بيزييه (بالفرنسية: Pierre Bézier)‏ هو مهندس فرنسي.

## منحنى بيزييه
ليس بيزييه هو من اخترع منحنيات بيزييه، ولكنه هو من جعلها واسعة الانتشار والعلم بها. ولقد استعملها في تصميم أجسام السيارات.